# Pravisdomini
Pravisdomini (furlanisch Darbe) ist eine nordostitalienische Gemeinde in der Region Friaul-Julisch Venetien. Sie liegt südlich von Pordenone und hat 3467 Einwohner (Stand 31. Dezember 2023). Die Gemeinde hat eine Fläche von 16,10 km².
Die Gemeinde umfasst neben dem Hauptort Pravisdomini drei weitere Ortschaften und Weiler, nämlich Barco, Frattina und Panigai.

## Nachbargemeinden
Nachbargemeinden sind Annone Veneto (VE), Azzano Decimo, Chions, Meduna di Livenza (TV), Pasiano di Pordenone und Pramaggiore (VE).